# Filosofía marxista
La filosofía marxista en su concepto, se ocupa de la naturaleza misma del marxismo, excediendo el campo tradicionalmente ocupado por la filosofía. Para dar el aspecto filosófico marxista o materialista dialéctico, es la lucha en contra de lo idealista y dualista por ser considerados como arma de la burguesía para debilitar el poder del proletariado, en las cuales hay varias tesis:
- La existencia de una materia independiente al pensamiento, considerado como materia consciente.
- El desarrollo de la materia consciente por oposiciones o negados sucesivos.

Una extensión de ese materialismo dialéctico es el materialismo histórico, que lo pone en orden a la vida social determinado por las contradicciones en los modos y relaciones de producción, por lo que se desemboca en la lucha de clases, aplicado a la economía preconizada en el socialismo científico de Marx.

## Filosofía marxista soviética
En la Unión Soviética, la filosofía marxista estuvo en el proceso de construcción de la revolución rusa y posteriormente, del Estado soviético en la lucha contra los vestigios del zarismo. Pese a ello, Lenin no solo hizo énfasis en el desarrollo revolucionario a nivel político, sino que por el lado filosófico, ya se estaba sentando las bases del materialismo en el seno del desarrollo del socialismo.
Con ello se implementaban el desarrollo de los temas más trascendentales de la edificación de la sociedad socialista partiendo desde la filosofía marxista en el marco económico, científico, filosófico, social y cultural.
Después de la muerte de Stalin y el relevo de sus sucesores, se procedió a establecer nuevos planteamientos en el marco de la filosofía marxista de caracteres objetivos y profundos que han ocupado un destacado papel en la herencia filosófica de Lenin, aunque condicionada por los lineamientos del Partido Comunista que los llevaría hacia el paso del socialismo al comunismo como la superación de problemas que ya procedían del régimen anterior y los progresos de la clase proletaria en todos los aspectos.
El estudio de la filosofía marxista en los años posteriores a 1960 y hasta el final del régimen soviético, se han enfatizado más que bien en las relaciones de la filosofía y el materialismo con base al estudio del libro de Marx El Capital, la lógica, la estética, la ciencia, el lenguaje y la moralidad en el marco de la sociedad comunista del cual en términos realistas no se concretaría en establecer debido a los problemas del régimen soviético en los planos interno y externo. Aun así se contribuyó a dar análisis y aplicaciones a todas las cuestiones dirigidas a mejorar el marxismo en Rusia.
Hay diversos representantes de este campo en el régimen soviético como Nikolái Bujarin, V.N. Sarabianov, F.V. Konstantinov, I.V. Kuznetsov, S.A. Ianoskaia entre otros para citar.

## Filosofía marxista europea
La Escuela de Fráncfort, agrupada en torno a Theodor Adorno, Max Horkheimer y Jürgen Habermas relanzan algunos aspectos del marxismo según la interpretación antisoviética, pero quién los haría célebre es Herbert Marcuse, que condena mediante referencias precisas al comunismo soviético, y sienta como base las oposiciones al capitalismo y al sistema tradicional de educación estudiantil. Mediante la crítica a la sociedad y a las nuevas formas de alienación, cosa que ha estudiado Adorno y Harheimer en el campo sociológico y la de la personalidad autoritaria en el caso de Marcuse. Todo ello, sobre los cambios de la vida pública occidental desde 1945, se está de acuerdo en estudiar las transformaciones de las superestructuras típicas de la sociedad capitalista, tanto políticas como intelectuales. En el seno de la refundación de los conceptos del materialismo histórico en la comparación y situación de las tesis relativas entre la filosofía clásica y el marxismo.
La redefinición del marxismo como concepto filosófico-científico se debe a Antonio Gramsci, quién de la  inspiración leninista, preconiza de hecho a la constitución de un campo interior en la historia científica marxistaalista en el Estado económico de bienestar preconizado por John Maynard Keynes y el oriente soviético estalinista, cosa que en esta última es juzgada como caricatura.
Ernst Bloch, de su impresión de diversidad y adhesión original al marxismo, en su meditada renovación en el campo de lo posible y de lo utópico, postulando un marxismo crítico contra las nuevas realidades en el campo del socialismo soviético posestalinista y la naciente nuevo ola del liberismo económico. Pero además, plantea una metareligión fundada como el pensamiento del sustrato de toda religión, mientras que el marxismo sólo sería el explosivo en definición con el mesianismo escatológico.
La filosofía marxista europea terminó diluyéndose tras la caída del Muro de Berlín y la desintegración de la URSS. No supo desarrollar un marxismo abierto a la religión, como sugería el programa de Bloch, libre de la tiranía dialéctica, como pretendía Marcuse, y distanciado del cientificismo, como resultaba de los análisis de la razón instrumental por la escuela de Fráncfort. El marxismo europeo se anquilosó y sucumbió a la hegemonía de la popular ideología liberal.

## Filosofía marxista peruana
Sin duda alguna es José Carlos Mariátegui una de las figuras más sólidas del materialismo dialéctico e histórico en toda América Latina. Este peruano fundó en la década de los 30, del siglo XX, el Partido Socialista del Perú y la Central de los Trabajadores del Perú (CTP). La izquierda peruana nacía enterrando el idealismo del 900 y sepultando políticamente a una generación sin arrastre popular. Si la Generación Arielista aportó el enfoque peruanista su reformismo nacionalista resultó infecundo en 1931, ante el revolucionarismo del marxismo y del aprismo y la solución militar dictatorial de la plutocracia extranjerizante.
Mariátegui aplicó su filosofía marxista al estudio de los problemas concretos del Perú, su obra más importante es "7 Ensayos de Interpretación de la Realidad Peruana" una obra, que en esencia, trasciende todos los tiempos por la lucidez de su análisis y por los problemas que, desde hace décadas atrás, se encuentran sin resolver en el Perú.
El mariateguismo también pone énfasis en el problema del indio, de la tierra y no comparte el anticlericalismo de González Prada, reivindicando el papel del mito como categoría revolucionaria. Postura distinta que precursa a los posteriores corifeos del marxismo en el Perú que abogarán por una nación atea.
Desde los años 70 la filosofía marxista fue asentándose en la cátedra universitaria de las universidades nacionales con los cursos de materialismo histórico y materialismo dialéctico, pero a pesar de ello no afloró ninguna expresión teórica original. En San Marcos el profesor Raimundo Prado encabezó un marxismo aburguesado sin fibra revolucionaria ni pasión teórica. El resultado era previsible, toda una generación enfangada en la repetición de un dogma estéril y sin adaptación a nuestra realidad. Simplemente se siguió el dictak moscovita, maoísta y del mariateguismo quedó el clisé. Fue toda una generación perdida en la repetición del marxismo importado desde Pekín, Moscú u otra moda imperante. La universidad peruana fracasó en el intento de revivir el pensamiento marxista de Mariátegui y en su lugar generó estancamiento y retraso teórico.
En la década de los 80 y 90 el Perú también conoció la versión insurreccional del marxismo maoísta del Partido Comunista "Sendero Luminoso", encabezado por el profesor de filosofía Abimael Guzmán. Éste enarboló la lucha armada argumentando que reconstruía el mariateguismo repudiando todo oportunismo, revisionismo y cretinismo parlamentario. Su captura en 1992 coincidió con el repliegue comunista en el mundo y significó la derrota ideológica del marxismo. Desde entonces las elecciones presidenciales en el Perú favorecieron a candidatos de centro izquierda.
En una palabra, la filosofía marxista en el Perú ha perdido su rol original y orientador que tuvo con Mariátegui, y hegemónico que conoció en la década de los 70. A pesar de la presencia del postmarxismo sobrevive una versión marxista que viene de la guerra fría, y su notorio retraso teórico y falta de autocrítica ha favorecido el avance de las filosofías analíticas, postestructuralistas, semióticas y posmodernas.
- 1 (siglas de Partido Comunista de la URSS)
- ² (En 1953)
- ³ (En 1956)

## Filosofía marxista en México
Tres de los más importantes filósofos marxistas en México son Adolfo Sánchez Vázquez, Bolívar Echeverría.y
Enrique Dussel.